# Хюбнер, Беньямин
Бе́ньямин Хю́бнер (нем. Benjamin Hübner; род. 4 июля 1989, Висбаден) — немецкий футболист, центральный защитник.

## Карьера
Хюбнер начал карьеру в 4-летнем возрасте за «Веен» из родного Висбадена, где на тот момент играли его старший брат Кристофер и отец Бруно. За основную команду Беньямин дебютировал в 17 лет весной 2008 года, выйдя на замену в компенсированное время в матче против «Фрайбурга».
Летом 2012 года Хюбнер не стал продлевать истекающий контракт и стал игроком «Аалена»
В мае 2014 было объявлено о переходе Хюбнера в «Ингольштадт 04», с которым он подписал трёхлетний контракт. Выйдя с командой в Бундеслигу, он дебютировал в высшей немецкой лиге 15 августа 2015 года в гостевом матче против «Майнца» (1:0). 20 февраля 2016 года Хюбнер забил первый мяч в Бундеслиге, поразив ворота «Вердера» (2:0).
В мае 2016 года Хюбнер подписал контракт с «Хоффенхаймом» до 2020 года. В августе 2019 года Хюбнер продлил контракт с клубом до 2022 года. 21 декабря 2019 года главный тренер «Хоффенхайма» Алфред Шрёдер назначил Хюбнера новым капитаном команды.

## Личная жизнь
Беньямин — сын футбольного функционера Бруно Хюбнера. Его старший брат Кристофер Хюбнер и младший брат Флориан Хюбнер также являются профессиональными футболистами.